# Epidendrum scytocladium
Epidendrum scytocladium är en orkidéart som beskrevs av Rudolf Schlechter. Epidendrum scytocladium ingår i släktet Epidendrum och familjen orkidéer.
Artens utbredningsområde är Colombia. Inga underarter finns listade i Catalogue of Life.